# عبدالکریم رجبی
عبدالکریم رجبی نمایندهٔ دورهٔ نهم مجلس شورای اسلامی و عضو کمیسیون اقتصادی مجلس شورای اسلامی از حوزهٔ انتخابیهٔ مینودشت، کلاله، مراوه‌تپه و گالیکش در استان گلستان است.